# Cian Uijtdebroeks
Cian Uijtdebroeks (Abolens, Bélgica, 28 de febrero de 2003) es un ciclista belga que compite en ciclismo en ruta con el equipo Team Visma | Lease a Bike. Por su gran talento ha llegado a ser comparado con su compatriota Remco Evenepoel.

## Palmarés
2022
- Tour del Porvenir, más 2 etapas

2025
- Tour de l'Ain, más 1 etapa

## Resultados

### Grandes Vueltas
| Carrera | Carrera         | 2022 | 2023 | 2024 | 2025 |
| ------- | --------------- | ---- | ---- | ---- | ---- |
|         | Giro de Italia  | —    | —    | Ab.  | —    |
|         | Tour de Francia | —    | —    | —    | —    |
|         | Vuelta a España | —    | 8.º  | Ab.  | —    |

—: No participa

Ab.: Abandona

### Vueltas menores
| Carrera | Carrera           | 2022 | 2023 | 2024 | 2025 |
| ------- | ----------------- | ---- | ---- | ---- | ---- |
|         | Tirreno-Adriático | —    | —    | 7.º  | Ab.  |
|         | Volta a Cataluña  | —    | 9.º  | Ab.  | —    |
|         | Tour de Romandía  | —    | 6.º  | —    | —    |
|         | Vuelta a Suiza    | —    | 7.º  | 35.º | —    |

―: no participa
Ab.: abandono

### Clásicas y Campeonatos
| Carrera              | Carrera              | 2022 | 2023 | 2024 | 2025 |
| -------------------- | -------------------- | ---- | ---- | ---- | ---- |
| Amstel Gold Race     | Amstel Gold Race     | 78.º | —    | —    | —    |
| Bélgica en Ruta      | Bélgica en Ruta      | 84.º | 39.º | —    |      |
| Bélgica Contrarreloj | Bélgica Contrarreloj | 15.º | 6.º  | —    |      |

—: No participa

Ab.: Abandona

## Equipos
- Bora-Hansgrohe (2022-2023)
- Team Visma | Lease a Bike (2024-)